# Crinolidia simplex
Crinolidia simplex är en insektsart som beskrevs av Nielson 1982. Crinolidia simplex ingår i släktet Crinolidia och familjen dvärgstritar. Inga underarter finns listade i Catalogue of Life.